# Of Human Feelings
| 전문가 평가                         | 전문가 평가 |
| 평가 점수                           | 평가 점수   |
| 출처                                | 점수        |
| ----------------------------------- | ----------- |
| AllMusic                            | [ 1 ]       |
| Rolling Stone                       | [ 2 ]       |
| The Rolling Stone Jazz Record Guide | [ 3 ]       |
| Spin Alternative Record Guide       | 10/10       |
| Tom Hull – on the Web               | A           |
| The Village Voice                   | A+          |

《Of Human Feelings》는 미국의 재즈 색소폰 연주자, 작곡가, 밴드 리더 오넷 콜먼의 음반이다. 1979년 4월 25일, 뉴욕의 CBS 스튜디오에서 그의 밴드 프라임 타임과 함께 녹음되었으며, 그의 밴드에는 기타리스트 찰리 엘러비와 베이시스트 자말라딘 타쿠마, 드러머 캘빈 웨스턴과 콜먼의 아들 데나르도가 참여했다. 이 음반은 같은 해 3월 초 색소폰 연주자가 직접 디스크 세션을 녹음하려는 시도가 실패한 후 나온 것이며, 미국에서 디지털 방식으로 녹음된 최초의 재즈 음반이었다.
그 음반의 재즈 펑크 음악은 1975년 그의 음반 《Dancing in Your Head》에서 소개했던 프라임 타임으로 즉흥 연주에 대한 콜먼의 조화로운 접근법을 이어갔다. 이 접근법은 콜먼이 집단 의식의 정신에 비교하는 방식으로 자연스러운 리듬과 감정적인 반응을 강조했다. 그는 또한 1960년대 그의 음악의 프리 재즈 원칙을 펑크의 요소에 적용하면서 《Dancing in Your Head》보다 짧고 더 뚜렷한 작곡을 가진 《Of Human Feelings》의 경력 초기부터 리듬 앤 블루스의 영향을 이끌어냈다.

## 배경
1960년대 말, 오넷 콜먼은 현대 재즈 비평가들과 음악가들이 조화와 음색의 전통적인 구조에서 벗어났다고 조롱하는 논란이 많은 프리 재즈 하위 장르를 개척한 후 재즈에서 가장 영향력 있는 음악가 중 한 명이 되었다. 그러나 1970년대 중반까지 그는 프리 재즈 녹음을 중단하고 대신 그가 하몰로딕이라고 부르는 새로운 창조 이론을 추구하고 그 과정에서 전자 악기 연주자를 모집했다.
콜먼의 화성학 이론에 따르면, 합주단의 모든 음악가들은 어떤 키로든 개별적인 멜로디를 연주할 수 있고, 여전히 집합적인 단위로서 일관성 있게 들립니다. 그는 그의 젊은 사이드맨들에게, 그들의 개별적인 경향에 기초한, 새로운 즉흥적인 그리고 합주적인 접근법을 가르쳤고, 그들이 전통적인 스타일에 의해 영향을 받는 것을 막았다. 콜먼은 이 집단 윤리를 "인간의 감정"과 "생물학적인 리듬"을 강조하는 "집합적인 의식"의 정신에 비유했고, 그는 자신보다 음악이 성공하기를 원한다고 말했다. 그는 또한 모로코와 나이지리아 음악가들이 연주하는 전기 기타와 비서구 리듬과 같은 록의 영향을 포함하여, 다른 스타일의 요소들을 그의 음악에 통합하기 시작했다.

## 곡 목록
모든 곡들은 오넷 콜먼에 의해 작곡하였다.
| #  | 제목            | 재생 시간 |
| -- | --------------- | --------- |
| 1. | 〈Sleep Talk〉  | 3:34      |
| 2. | 〈Jump Street〉 | 4:24      |
| 3. | 〈Him and Her〉 | 4:24      |
| 4. | 〈Air Ship〉    | 6:11      |

| #  | 제목                               | 재생 시간 |
| -- | ---------------------------------- | --------- |
| 1. | 〈What Is the Name of That Song?〉 | 3:58      |
| 2. | 〈Job Mob〉                        | 4:57      |
| 3. | 〈Love Words〉                     | 2:54      |
| 4. | 〈Times Square〉                   | 6:03      |